# 東海市立加木屋中学校
東海市立加木屋中学校（とうかいしりつかぎやちゅうがっこう）は、愛知県東海市加木屋町にある市立中学校。
「魅力ある加中　夢へと向かう加中生」を掲げている。校訓は『自主 協調 奉仕』。

## 学校行事

### 全学年共通
加中祭（体育祭、文化祭）
合唱コンクール（東海市芸術劇場で行われるがここ3年間は体育館で行われている）

### 1年生
チャレンジウォーキング
(愛知製鋼知多工場の見学、市内中央部、北部を散策)　以前は新舞子マリンパークまで往復していたがコロナ禍を経て変更されてしまった。

### 2年生
沖縄体験学習
（市内の中学2年生が東海市の姉妹都市である沖縄市及び沖縄市周辺地域を訪問し、沖縄の自然や文化等に触れたり平和について学ぶことによって、人間関係を深め、協力して集団生活をしようとする態度を育成するための体験学習）

### 3年生
修学旅行（姉妹都市の米沢市、東京都に行く）

## 部活動（校外部を除く）

### 運動部
- サッカー部
- 軟式野球部
- 男女バレーボール部　男女ともにバレーボール部は地区大会で結果を残している。
- 男女バスケットボール部　男子バスケットボール2022年度、県大会優勝、東海大会4位の結果を残している。

2023年度、群大会優勝、県大会3位の成績。
- 男女卓球部
- 剣道部
- 男女ソフトテニス部　男子ソフトテニス部は全国大会出場の強豪。

### 文化部
- 美術部
- コンピューター部
- 吹奏楽部
- 合唱部　毎年の夏のコンクールでは賞を獲得している。

※2018年度から、生徒の部活動参加が強制ではなくなった。

## アクセス
名鉄南加木屋駅から徒歩約10分
登校時間が長く、大半は20分以上かけて登校している。

## 備考
道路を挟んだ反対側に愛知県立東海南高等学校がある